# 레슬리 램포트
레슬리 램포트 (1941년 2월 7일 뉴욕 시 출생)는 미국의 컴퓨터 과학자이다. 브롱스 과학고등학교를 졸업하고, 매사추세츠 공과대학교에서 1960년에 학사 학위를 받은 뒤, 브랜다이스 대학교에서 석사와 박사학위를 각각 1963년과 1972년에 받았다. 해석학적 편미분 방정식의 특이점을 다룬 논문으로 박사 학위를 받았다. 램포트는 분산 시스템에 대한 연구와 LaTeX 문서 조판 시스템의 초기 개발자로 잘 알려져있다. 2013년에 튜링상을 받았다.

## 같이 보기
- 램포트 서명 - 램포트 서명방식은 일회용 디지털 서명을 만드는 한 방법이다.
- S/KEY - "램포트 방식:이라고도 불리는 일회용 암호 시스템
- 팍소스 알고리즘